# Cầu vượt Láng Hạ – Lê Văn Lương
 Cầu vượt Láng Hạ – Lê Văn Lương  hay cầu vượt Lê Văn Lương - Láng Hạ là cây cầu vượt nhẹ thứ 3 tại Hà Nội, sau cầu vượt Tây Sơn - Chùa Bộc - Thái Hà và cầu vượt Láng Hạ - Huỳnh Thúc Kháng - Thái Hà. Dự án cầu vượt Lê Văn Lương – Láng Hạ nhằm hoàn thiện trục giao thông Giảng Võ – Láng Hạ - Lê Văn Lương, giảm tải lưu lượng phương tiện trên 2 trục Xuân Thủy – Cầu Giấy và Nguyễn Trãi – Ngã Tư Sở. Cầu được khởi công xây dựng vào sáng ngày 11 tháng 5 năm 2012 và được thông xe vào sáng ngày 14 tháng 11 năm 2012. Kinh phí xây dựng cầu là 135 tỉ đồng từ ngân sách thành phố Hà Nội, tổng mức đầu tư là trên 205,6 tỉ đồng.

## Đặc điểm kĩ thuật
Cầu có dạng lắp ghép dài 315,5 m, rộng 15m, cho phép 4 làn xe đi 2 chiều. Cầu có kết cấu nhịp dầm thép liên hợp bê tông cốt thép theo sơ đồ 35+45+34=3x45+35+30m, được đặt trên hệ thống móng cọc gồm 9 cọc khoan nhồi đường kính 2m, sâu 47m. Tổng trọng lượng chủ dầm thép của công trình là trên 1.000 tấn.

## Chủ đầu tư
Tổng công ty tư vấn thiết kế GTVT (TEDI) chịu trách nhiệm thiết kế; Ban Quản lý giao thông 3 là cơ quan thực hiện với sự giám sát bởi Công ty Cổ phần tư vấn xây dựng công trình giao thông 2 (TECCO2). Nhà thầu là Liên danh Công ty Cổ phần cầu 12-Cienco1 - Tổng công ty cơ khí xây dựng - Công ty TNHH MTV (Coma 26)

## Vốn đầu tư
Kinh phí xây dựng cầu là 135 tỉ đồng từ ngân sách thành phố Hà Nội.
Tổng mức đầu tư báo cáo khi thông xe là trên 205,6 tỷ đồng.

## Phân luồng giao thông
Sở Giao thông Vận tải Hà Nội có hướng dẫn phân luồng đối với dự án cầu vượt nút giao thông Láng Hạ - Lê Văn Lương như sau: 
- Các phương tiện xe con, xe máy và xe taxi, xe buýt được lưu thông trên cầu vượt
- Các loại xe bị cấm lưu thông là: Xe tải, xe chuyên dùng, xe máy thi công, xe thô sơ và người đi bộ